# بارينتال أدفايسوري

ملصق بارينتال أدفايسوري الحالي (استشارة أبوية، محتوى صريح)، تم تقديمه عام 1996.

بارينتال أدفايسوري (بالإنجليزية: Parental Advisory)‏ هي علامة تحذيرية قدمتها جمعية صناعة التسجيلات الأمريكية في عام 1985 واعتمدتها صناعة التسجيلات الصوتية البريطانية في عام 2011. يتم وضعها على التسجيلات الصوتية التي تحتوي على ألفاظ نابية أو إشارات غير مناسبة، بقصد تنبيه الآباء إلى المحتوى الذي قد يكون غير مناسب للأطفال. تم لصق الملصق لأول مرة على أسطوانات 33 1/3 دورة في الدقيقة، والأقراص المدمجة وأشرطة الكاسيت، وتم تضمينها في القوائم الرقمية التي توفرها متاجر الموسيقى عبر الإنترنت.
غالبًا ما يتم إصدار التسجيلات التي تحمل ملصق الاستشارة الأبوية جنبًا إلى جنب مع نسخة التسجيل الخاضعة للرقابة التي لا تحتوي على ألفاظ نابية أو محتوى مشكوك فيه. يقوم العديد من تجار التجزئة بتوزيع كلا الإصدارين من المنتج، وأحيانًا بسعر متزايد للنسخة الخاضعة للرقابة، في حين أن بعض البائعين يقدمون النسخة المعدلة كخيارهم الرئيسي ويختارون عدم توزيع المحتوى الصريح. ومع ذلك، تم وصف الملصق بأنه غير فعال في الحد من المواد غير المناسبة التي يتعرض لها الشباب.

## خلفية

يُنسب لماري تيبر جور الفضل عادةً في بارينتال أدفايسوري.

بعد وقت قصير من تشكيله في أبريل 1985 قام مركز موارد موسيقى الآباء (PMRC) بتجميع قائمة من خمسة عشر أغنية ذات محتوى غير مناسب. ووُجهت انتقادات خاصة لأغنية دارلينج نيكي التي قدمها برينس، بعد أن سمعت ماري تيبر جور المؤسسة المشاركة لمركز البحوث والدراسات الإستراتيجية ابنتها البالغة من العمر 11 عامًا تغني كلمات الأغاني والتي تضمنت إشارة صريحة إلى الاستمناء. استجابت رابطة صناعة التسجيلات الأمريكية (RIAA) من خلال تقديم نسخة مبكرة من ملصق تحذير المحتوى الخاص بها على الرغم من أن الرابطة كانت مستاءة واقترحت أن يتم سن نظام تصنيف موسيقى منظم مثل نظام جمعية الفيلم الأمريكي لتقييم الأفلام. بدلاً من ذلك، اقترحت الرابطة استخدام ملصق تحذير مكتوب عليه «إرشادات الوالدين: كلمات صريحة» وبعد الصراع المستمر بين المنظمات تمت مناقشة الأمر في 19 سبتمبر أثناء جلسة استماع مع لجنة مجلس الشيوخ الأمريكي للتجارة والعلوم والنقل. شهد كل من الموسيقيين البارزين فرانك زابا، دي سنايدر، وجون دنفر في جلسة الاستماع هذه معارضة شديدة لنظام الملصقات التحذيرية في بي إم آر سي والرقابة بشكل عام. بعد حوالي شهرين من جلسة الاستماع، وافقت المنظمات على تسوية يتم فيها إما لصق التسجيلات الصوتية بعلامة تحذير مكتوب أو إرفاق كلماتها على الجانب الخلفي من عبوتها.
قُدّم في عام 1990 تصميم ملصق التحذير باللونين الأبيض والأسود القياسي الآن بعنوان «نصيحة الوالدين: كلمات صريحة» وكان من المقرر وضعه في الجزء السفلي الأيمن من منتج معين. كان أول ألبوم يحمل علامة بارينتال أدفايسوري "أبيض وأسود هو إصدار باند في الولايات المتحدة عام 1990 بواسطة لايف كراو. بحلول مايو 1992 تم تعليم ما يقرب من 225 سجلًا بالتحذير. استجابةً لجلسات الاستماع اللاحقة في السنوات التالية، تمت إعادة صياغة التحذير كـ "استشارة أبوية: محتوى صريح" في عام 1996. ظل النظام بدون تغيير حتى عام 2002 عندما بدأت شركات التسجيلات التابعة لبيرتلسمان في تضمين مجالات محددة مثيرة للقلق بما في ذلك "لغة قوية" أو "محتوى عنيف" أو "محتوى جنسي" على أقراص مضغوطة جنبًا إلى جنب مع العلامة الاستشارية الأبوية العامة. تم استخدام علامة بارينتال أدفايسوري لأول مرة على خدمات بث الموسيقى ومتاجر الموسيقى عبر الإنترنت في عام 2011. في ذلك العام، قامت صناعة التسجيلات البريطانية (BPI) بمراجعة سياسات الرقابة على الموسيقى الخاصة بها لتضمين الاستخدام الأكثر بروزًا لعلامة التحذير.

## تطبيق

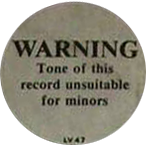
نسخة سابقة من ملصق تحذيري استُخدمت خلال الثمانينيات.

يفتقر «برنامج التصنيف الاستشاري للوالدين» في الولايات المتحدة و«مخطط الاستشارة الأبوية» في المملكة المتحدة إلى المعايير المتفق عليها لاستخدام ملصق التحذير على الرغم من أنهما يقدمان إرشادات لإدراجها الموصى به.  على الرغم من أن الممارسة الطوعية التي تُترك في نهاية المطاف لتقدير شركات التسجيلات، تقترح الرابطة أن يتم لصق المواد التي تحتوي على «لغة قوية أو تصوير للعنف أو الجنس أو تعاطي المخدرات إلى حد يستحق إشعار الوالدين» تسمية استشارة الوالدين. بالإضافة إلى ذلك، تطلبُ بي بي آي أن تؤخذ في الاعتبار «لغة أو سلوك عنصري أو معادي للمثليين أو معاد للنساء أو أي لغة أو سلوك تمييزي آخر» عند تحديد ملاءمة السجل.
يظهر الملصق التحذيري، بشكل عام، كجزء رئيسي من العمل الفني في النسخ المادية للألبومات الموسومة، ويطبع مع باقي الغلاف. في بعض الحالات، يلصق الملصق في مقدمة العلبة ويمكن إزالته بوضع العمل الفني في علبة مختلفة. عادةً ما تصدر التسجيلات الصوتية التي تتضمن تسميات بارينتال أدفايسوري بتنسيقاتها الأصلية في إصدارات خاضعة للرقابة تقلل أو تقضي تمامًا على المواد المشكوك فيها. تم التعرف عليها كإصدارات «نظيفة» من قبل إر إي آي آي وتُركت بدون تسمية في التنسيقات المنقحة. يقوم تجار التجزئة الأمريكيون بما في ذلك بست باي وفاي بتوزيع سجلات صريحة وخاضعة للرقابة، بل باعت شركة تارجت كلا الإصدارين من سجل معين، على الرغم من أنه عرض أحيانًا الإصدار الصريح فقط اعتمادًا على المنتج. تشتهر شركة وول مارت والممتلكات التابعة لها بحمل نسخ السجلات الخاضعة للرقابة فقط. في إحدى الحالات رفض بائع التجزئة توزيع ألبوم 21 سينتري بريك داون (بالإنجليزية: 21st Century Breakdown)‏ لعام 2009 من غرين دي لأنه لم يحصل على النسخ «النظيفة» التي طلبوها. تحتوي متاجر الموسيقى عبر الإنترنت بما في ذلك متجر آي تيونز، بشكل عام على شعار بارينتال أدفايسوري مضمّن في الملفات الرقمية.
منذ عام 2015 يتتبع الموفرون الرقميون مثل آي تيونز وسبوتيفاي وأمازون ميوزك بعض الكلمات على أنها «صريحة» إذا تم تحديدها على هذا النحو. يتضمن هذا بشكل متكرر المسارات من الألبومات القديمة التي سبقت استخدام الملصق أو تم إصدارها بعد ذلك ولكن لا تعرض التسمية على الإصدارات المادية.

## تأثير

التصميم السابق لملصق بارينتال أدفايسوري الذي تم التخلي عنه منذ عام 2001.

منذ تقديمه كثيرًا ما جرى التشكيك في فاعلية ملصق «استشارة الوالدين». اقترح جون ويدرهورن من إم تي في نيوز أن الفنانين استفادوا من الملصق وأشار إلى أن العملاء الأصغر سنًا المهتمين بالمحتوى الصريح يمكنهم العثور عليه بسهولة أكبر مع ملصق مرفق. نيابة عن ويست وورد قال آندي توماس إن الملصق كان بلا هدف على أساس أن العميل الشاب «سيحصل على نسخة من الألبوم عاجلاً أو آجلاً من صديق أو كاتب متجر أسطوانات خامل آخر» مثل أمين الصندوق الذي باع له ملصقًا من كتاب ما في طفولته. وأشار إلى أن رد الفعل المقصود في الوالدين كان متنوعًا، كانت والدته المتراخية غير مبالية تجاه التحذير بينما لم تسمح الأم الأكثر صرامة لرفيقته لطفلها بالاستماع إلى التسجيل.
رأى داني غولدبرغ من جولد فيلاج إنترتينمنت أن علامة بارينتال أدفايسوري تقدم الحد الأدنى من القيمة بخلاف كونها وسيلة لبعض تجار التجزئة مثل وال مارت لتصنيف أنفسهم على أنهم «صديقون للعائلة. شعر أن الأطفال نجحوا في الحصول على المحتوى الذي يرغبون فيه» حتى قبل الإنترنت واعتقد أن التسمية كان لها تأثير ضئيل على أرقام المبيعات. في المقابل تؤكد إر إي آي آي أنه «ليس إشعار بال الذي يبحث عنه الأطفال، إنها الموسيقى». لقد ذكروا أن الأبحاث التي جمعوها كشفت أن «الأطفال يضعون وزنًا محدودًا على كلمات الأغاني في تحديد الموسيقى التي يحبونها والاهتمام أكثر بالإيقاع واللحن» وأشاروا إلى أن التسمية ليست عاملاً حاسمًا لعملية شراء معينة. علق توم كول من الإذاعة الوطنية العامة بأن علامة بارينتال أدفايسوري أصبحت «حقيقة في حياة شراء الموسيقى» مما جعل من الصعب على المستهلكين الحاليين فهم الجدل الواسع النطاق الذي نشأ عن تقديمها. لاحظ جريج بياتو مم ريزون أنه بحلول التسعينيات «كان ألبوم الهيب هوب الذي لا يضمن الملصق موضع شك فنيًا.»
لقد أصبحت التسمية معروفة بما يكفي لتكون محاكية. تضمنت بعضُ ألبومات غنز آن روزز ملصقًا مشابهًا يقول «يحتوي هذا الألبوم على لغة قد يجدها بعض المستمعين مرفوضة. يمكنهم شراء شيء من قسم العصر الجديد.» حتى قبل التبني الرسمي للملصق، طبع فرانك زابا رسالة استشارية ساخرة على ألبومه للاحتجاج على الأنشطة السياسية لمركز البحوث الطبية ونصت الرسالة جزئيًا: «يحتوي هذا الألبوم على مادة لا يخافها المجتمع الحر حقًا ولا يقمعها».

## البيع
من الشائع جدًا أن يباع الألبوم الذي حصل على ختم بارينتال أدفايسوري جنبًا إلى جنب مع إصدار «محرر» والذي يزيل المحتوى المرفوض وعادة ما يكون بنفس المستوى. ومع ذلك تنص إرشادات إر إي آي آي الموحدة على أن «النسخة المعدلة لا تحتاج إلى إزالة كل المحتوى المرفوض المحتمل من التسجيل الصوتي». تُحزّّم هذه الألبومات بشكل متطابق تقريبًا مع نظيراتها الصريحة وعادة ما يكون المؤشر الوحيد هو عدم وجود ختم استشاري للوالدين على الرغم من أنه إذا كان العمل الفني واضحًا أيضًا فسيخضع للرقابة عادةً (مثال على ذلك أغني لكشا حيث في النسخة المعدلة يُحرَّك الجسم إلى أسفل بحيث لا تظهر الأرداف). في حالة بعض الألبومات مثل بوكس كار رايسر، يوضع شريط أسود مكتوبٌ عليه عبارة «معدل عليه» وهو يقابل ختم بارينتال أدفايسوري. كان هذا جزءًا من الإرشادات الجديدة التي تم تقديمها في 1 أبريل 2002 والتي تضمنت أيضًا تسمية تميز «الإصدار المحرر متاح أيضًا» بجوار ختم بارينتال أدفايسوري. في بعض الأحيان يقوم الفنان عن عمد بتغيير العنوان أو العمل الفني لنسخة محررة لتعكس الرقابة. على سبيل المثال بالإضافة إلى إزالة أوراق الماريجوانا يحتوي غلاف النسخة المعدلة من ألبوم دكتور دري 1999 لعام 2001 على شريط مكتوب عليه «معدل عليه» بينما النسخة المعدلة من ألبوم أس ناستي أس ذاي وانا بي ليس فقط قام بتغيير العنوان إلى أ كلين أس ذاي وانا بي ولكن أيضًا قام بمراقبة جزء من صورة الغلاف بشريط أزرق يحتوي على إخلاء مسؤولية يقرأ «هذا الألبوم لا يحتوي على كلمات الأغاني الصريحة». يحتوي الإصدار الأول من تول أندرتاو على رمز شريطي عملاق ومذكرة من الفرقة تنتقد وول مارت.
في معظم الأوقات ستقوم النسخة المعدلة بتحرير المحتوى الضروري للغاية حتى تكون مطابقة للنظير الصريح قدر الإمكان. ومع ذلك فإن بعض الألبومات المحررة مثل هالفواي بيتوين ذا جاتر أند ذا ستارز ("ستار 69") عدل عليه، بل أزيلت المقاطع الصوتية في ذا مارشال ماذرز إل بي تمامًا بينما تمت إزالة المسارات الأخرى مثل أغنية بلينك-182 تايك أوف يور بانتس أند جاكيت التي أعيدت تسميتها "هابس هوليدايز وذا سليم شيدي إل بي التي أزالت المحتوى المرفوض من عناوين الأغاني. تتميز النسخة المعدلة من لايف أفتر ديث بحذف العديد من المقاطع الصوتية بحيث يمكن تكثيفها على قرص واحد على الرغم من كونها ألبومًا مزدوجًا.
عادةً ما يتم تعديل النسخة المعدلة من الألبوم إلى المستوى الذي يعتبر فيه المحتوى مناسبًا. غالبًا ما يتم تحرير اللغة القوية (ولكن النسخ المعدلة من ذا مارشال ماذرز إل بي وذا سليم شيدي إل بي تركت في جميع الألفاظ النابية تقريبًا بخلاف «فاك» باستثناء الأغاني الفردية للألبوم التي كانت فيها تعديلات)، بالإضافة إلى الافتراءات العنصرية. عادةً ما يتم أيضًا تحرير وتعديل المصطلحات العامية للعقاقير المحظورة. بشكل عام فإن بعض الألبومات المحررة لا تتوافق مع تحرير كلمات الأغاني العنيفة والجنسية كما هو الحال في كثير من الأحيان يتم ترك هذه الكلمات بدون تحرير. مثال على ذلك «تومب أوف ذا بوم» في النسخة المعدلة من سبيكر بوكس/ذا لوف ببلو' والتي تترك كلمات مفصلة عن عنف الشارع (بما في ذلك المؤثرات الصوتية لإطلاق النار وصفارات الشرطة) والتلميحات الجنسية وكلاهما عادة ما يتم تحريرهما، ولكن من ناحية أخرى يتم إسكات جميع الألفاظ النابية. في بعض الأحيان تتغير كلمات الألبومات المعدلة بالكامل وهذا ما حدث مع ألبوم مارون 5<i id="mw1A">أوفر إكسبوزد</i> حيث تغيرت كلمات أغنية «باي فون» على نطاق واسع.